# Bernat I (IV) de Comenge
Bernat I de Comenge (mort després del 1145) va ser comte de Comenge (abans de 1105-després de 1145). Era fill de Roger III de Comenge.

## Biografia
Bernat I és el primer gran comte de la línia de comtes de Comenge. A cavall entre els dos vessants dels Pirineus, va liderar una política d’expansió o consolidació del comtat, en direcció al Regne d’Aragó i al comtat de Tolosa. Participà activament en la reconquesta aragonesa. L'agost de 1114, va participar en la presa de Tudela. El 1118, cridat pel papa Gelasi II, va tornar a la guerra sota la direcció de Gastó IV de Bearn i probablement seria un dels primers a entrar a Saragossa el 19 de desembre de 1118.
Com a part de la seva política d’expansió cap al país de Tolosa, es va casar cap al 1120 amb Dias de Samatan, hereva de Muret i Samatan, apropant-se d'aquesta manera a l'àrea d'influència dels comtes de Tolosa.
Tanmateix, sembla que la principal qüestió del seu govern va ser la Vall d'Aran. La Vall d’Aran havia format part de la civitas convenarum en època romana i, com a tal, havia passat al bisbat de Comenge. Per això la seva adhesió al comtat podia semblar quelcom de natural. Tanmateix l'Aran va passar al segle x, sense saber-ne les causes, als comtes de Ribagorça. El 1131 i el 1132, Alfons I d’Aragó va fer valer els seus drets de sobirania sobre aquest territori; Bernat de Comenge no estava en condicions de desafiar la sobirania del rei d'Aragó. De fet, en un conflicte anterior, el comte de Comenge havia donat suport al vescomte d'Aura contra el comte de Bigorra, vassall del rei d'Aragó. Intervenint en el conflicte, Alfons I havia fet que Bernat raonés. Durant l’hivern de 1134, Bernat I va anar, en companyia dels comtes de Tolosa, Foix, Pallars i Urgell, a Saragossa per trobar-se amb Alfons VII de Castella, guanyador contra els aragonesos, probablement perquè obtenir suports per la seva empresa. El 1143, sembla que encara estava a la recerca d’un acord que li permetés justificar el seu control sobre la vall d’Aran, aquesta vegada al costat de Ramon Berenger IV de Barcelona. Sembla que va tenir èxit el 1144, ja que un acte de l’1 de gener de 1145 ho diu: “Bernardo comite nobilissimo dominate in terra Convenarum et in Saves et in Coserans et in Arrano".
Així doncs, una reivindicació local sobre el territori de la Vall d'Aran va introduir el comtat de Comenge al gran conflicte del segle XII, que va veure com la casa de Barcelona s'oposava a la de Tolosa.
Bernat I va morir en una data desconeguda entre el 1145 i el 1154.

## Núpcies i descendència
De la seva unió amb Dias de Samatan va tenir la següent descendènciaː
- Bernat II (mort entre 1145 i 1153), comte de Comenge.
- Roger (atestat en 1139).
- Dodon de Samatan, va esdevenir comte de Comenge (abans de 1153-1176) amb el nom de Bernat III.
- Bernarda (morta després del 1151), va ser l'esposa (28 d'abril de 1139) de Roger I Trencavell, vescomte de Carcassona, Albi i Rasès (sense descendència).
- Arnau Roger (mort el 1177), bisbe de Comenge (1153-1177)
- Gui, va ser l'espòs de Bertranda, hereva d'Aura; ascendència des senyors d'Aura.
- Godofreu.
- Fortanièr.